# Sports d'E-quipe
Sports d'E-quipe (France) ou L'homme vit d'ESports (Québec) (E My Sports) est un épisode de la série télévisée d'animation Les Simpson. Il s'agit du dix-septième épisode de la trentième saison et du 656e de la série.

## Synopsis
Alors qu'il pleut dehors, la famille Simpson joue à des jeux de société. Tout le monde s'entend bien, ce qui est inhabituel, les sœurs de Marge font même un compliment à Homer. Marge s'en étonne et se rend compte que Bart n'est pas là, ce qui explique la bonne ambiance. Homer raconte à sa femme qu'il a puni Bart pour avoir fait une énième bêtise lors d'un buffet, dont ils ont été virés. Mais Marge découvre qu'en fait de punition, Homer lui a acheté une nouvelle console de jeux et qu'il passe tout son temps à y jouer dans sa chambre. Elle s'inquiète réellement quand elle se rend compte qu'il devient accro et y joue même sous la douche. Elle demande à Homer de remédier au problème, mais Bart explique à son père qu'il ne peut laisser tomber son équipe et qu'il pourrait gagner 1000 dollars en remportant le prochain tournoi. Homer n'en croit pas ses oreilles et décide de soutenir son fils.
L'équipe de Bart réussit à décrocher la victoire et se qualifie pour une compétition plus importante. Homer a l'idée de faire un cadeau à Marge pour lui faire accepter la participation de Bart aux tournois de jeux vidéo. Il engage un expert pour entraîner la jeune équipe et bénéficier de ses conseils. Mais ayant été battu par l'équipe concurrente, celui-ci démissionne, ce qui oblige Homer à devenir leur nouvel entraîneur. Il est ravi à l'idée d'être le père d'un futur champion, et Marge apprécie qu'il passe plus de temps avec son fils. L'équipe remporte de nombreuses victoires, ce qui les amène en finale à Séoul en Corée du Sud. Seulement Lisa se sent délaissée par son père, et aimerait elle aussi aller en Corée pour pouvoir concrétiser un de ses rêves les plus chers, visiter un temple bouddhiste renommé pour leur enseignement. Elle est sur le point de perdre la raison, alors Marge décide qu'ils partiront tous en voyage.

## Réception
Lors de sa première diffusion, l'épisode a attiré 2,08 millions de téléspectateurs.